# Justizvollzugsanstalt Leipzig mit Krankenhaus
Die Justizvollzugsanstalt Leipzig mit Krankenhaus ist eine Einrichtung im Leipziger Ortsteil Meusdorf, Leinestraße 111, für den Vollzug von Untersuchungshaft an männlichen Jugendlichen, Heranwachsenden und Erwachsenen für den Landgerichtsbezirk Leipzig, den Vollzug von Freiheitsstrafen bis zu 2 Jahren an erwachsenen Männern für die Amtsgerichtsbezirke  Leipzig und Torgau und den Vollzug von Ersatzfreiheitsstrafen (Landgerichtsbezirke Leipzig und Zwickau). Im Krankenhaus für männliche und weibliche Gefangene stehen eine somatische und zwei psychiatrisch-psychotherapeutische Stationen zur Verfügung. Der Leiter ist aktuell Regierungsdirektor Carsten Lange.
Die Hauptgebäude des alten Krankenhauses (Haus 1 und 2) wurden 1913 als Heilerziehungsheim für den Fürsorgezweckverband Leipzig errichtet. Sie gingen 1934 an den Staat über und wurden Frauengefängnis. In der DDR fungierten die Bauten ab 1950 als Haftkrankenhaus. In den 1980er und 1990er Jahren wurden Erweiterungsbauten errichtet. Nachdem die damalige innerstädtische Leipziger Justizvollzugsanstalt geschlossen worden war, übernahm 2001 der Meusdorfer Komplex die Funktion als Justizvollzugsanstalt Leipzig mit Krankenhaus. Seit dem Jahr 2022 existiert ein Neubau des Justizvollzugskrankenhauses, der die Nutzung der Häuser 1 und 2 ablöste.
Die Einrichtung geriet 2016 in die Schlagzeilen, als sich der mutmaßliche Terrorist Dschaber al-Bakr hier erhängte.